# Stockage du pétrole et du gaz
Le stockage du pétrole et du gaz consiste à immobiliser temporairement des volumes de pétrole ou de gaz dans des capacités de stockage de surface ou souterraines, sous pression ou à la pression atmosphérique.

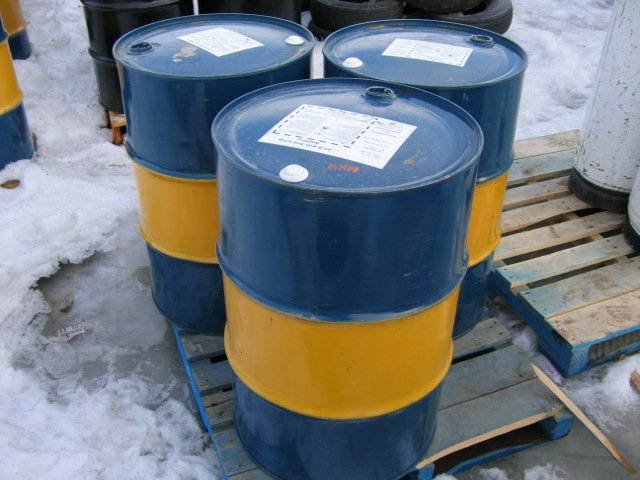
Barils de pétrole.

## Rôle du stockage
Le stockage des ressources énergétiques est non seulement nécessaire pour compenser les fluctuations d’approvisionnement dues à toutes sortes d’aléas lors de la production, du transport et du raffinage, ou les variations de la consommation, qui dépendent notamment des conditions météorologiques. Il est aussi stratégique pour assurer un minimum d'autonomie énergétique du pays consommateur.
Le stockage doit être assuré aux différentes étapes du cheminement du pétrole, depuis le puits de production jusqu’aux lieux de consommation.
Les dépôts pétroliers importants se trouvent essentiellement sur les lieux de production du pétrole brut, aux extrémités des oléoducs, dans les terminaux de chargement et de déchargement du pétrole, à proximité des raffineries. Ces stockages concernent le pétrole brut, les charges, les coupes intermédiaires et les produits finis avant expédition.

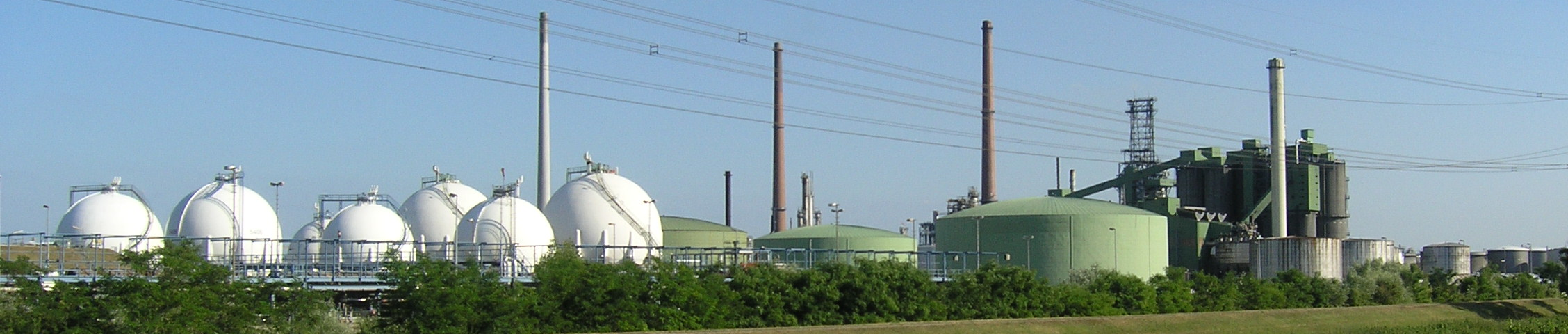
Parc de stockage de la raffinerie MiRO à Karlsruhe, en Allemagne, avec des réservoirs de forme différente pour les produits pétroliers gazeux (gaz de pétrole liquéfié), liquides (essence ou fioul) et solides (coke de pétrole).

## Risques
Le stockage d'hydrocarbures peut conduire à la formation de plusieurs phénomènes dangereux. Un feu de surface d'un bac de réservoir atmosphérique d'hydrocarbure peut notamment provoquer le phénomène de boil over.

## Stockage du pétrole

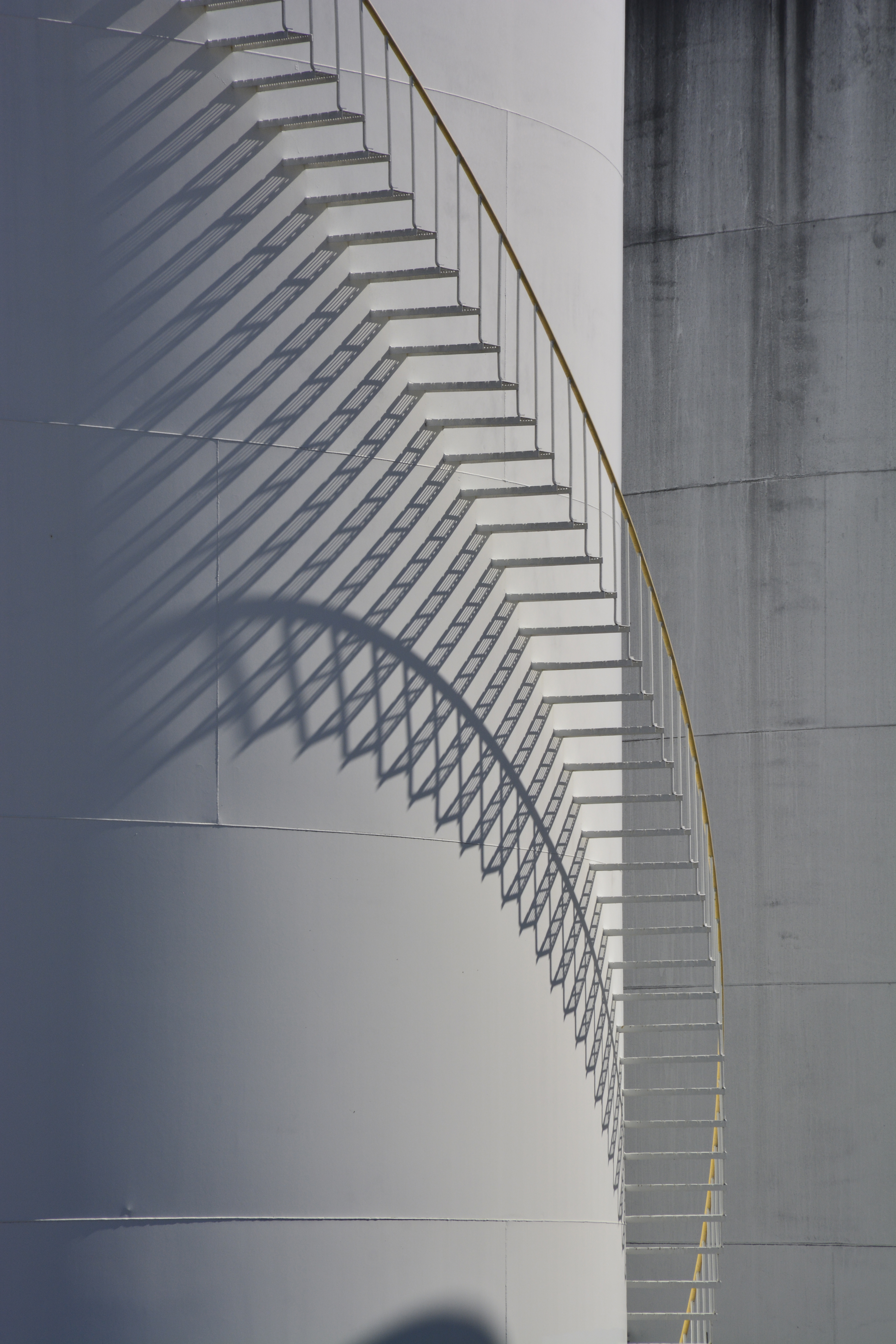
Un escalier fait de l'ombre à une citerne de pétrole. Novembre 2014.

Les réservoirs, généralement de forme cylindrique, sont de deux types :
- les réservoirs à toit fixe, utilisés pour le stockage d'huile non stabilisée (c'est-à-dire de pétrole comportant encore des hydrocarbures volatils pouvant dégazer). Il existe deux types de toits fixes, les toits de formes coniques et les toits en forme de dôme (sphérique ou ellipsoïdal) ;
- les réservoirs à toit flottant (simple pont ou double ponts), utilisés pour le stockage d'huile stabilisée (ne présentant pas de risque de dégazage). Le toit flotte sur le produit stocké et fait étanchéité avec la robe du réservoir au moyen d'un joint. Le toit peut être interne ou externe ;
- les réservoirs souples (ou citerne souple) constituent un autre moyen tout aussi étanche et fiable que les alternatives précédentes. La capacité de ce type de produit est très importante et peut aller jusqu’à 1500 m3. Son utilisation tend à se développer aujourd’hui dans le cadre des démarches de développement durable des entreprises.

### Ancien: les gazomètres

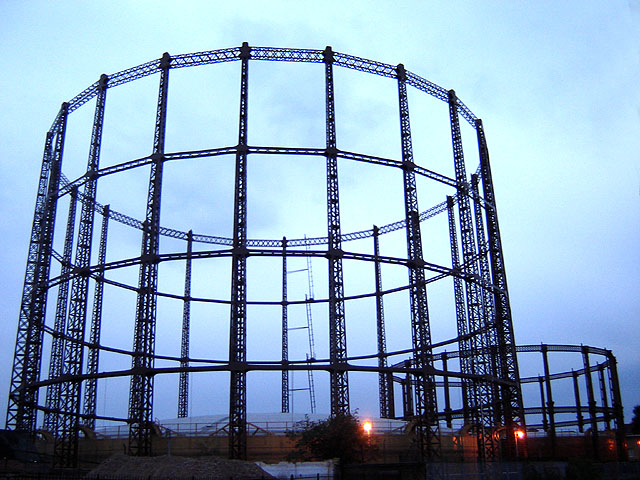
Deux gazomètres de Londres.

## Stockage du gaz

### Stockage aérien

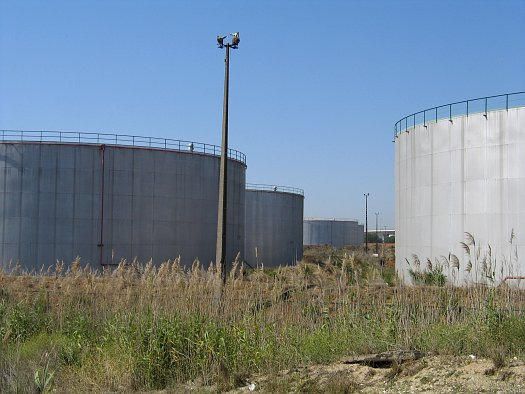
Dépôt Galp de Bobadela, près de Lisbonne.

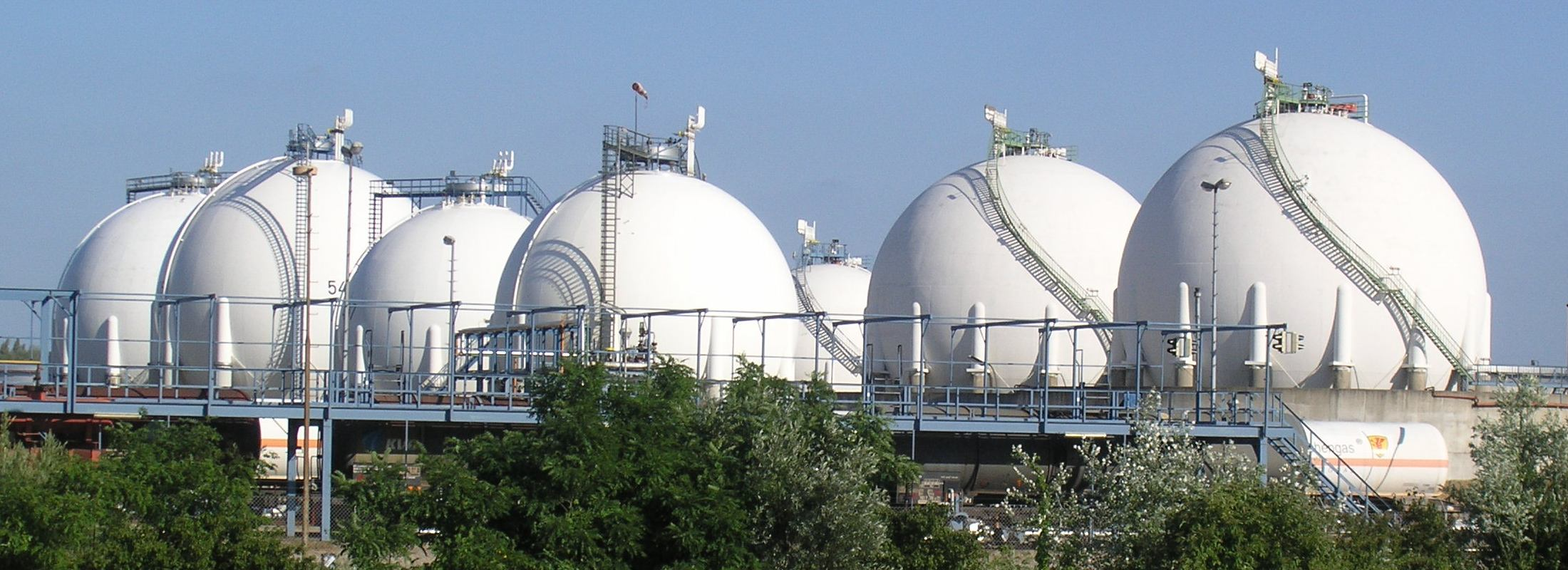
Capacités sphériques de stockage de gaz à Karlsruhe (Allemagne).

Il existe plusieurs types d'infrastructures pour le stockage aérien du gaz. Celles-ci se traduisent par la conception d'équipements adaptés à l'état du gaz à stocker : état gazeux sous pression atmosphérique ou plus élevée, ou état liquide réfrigéré (jusqu'à −50 °C) ou cryogénique (jusqu'à −200 °C).
Les spécificités sont également prises en compte, comme le volume à stocker, les cycles de vidage et de remplissage ainsi que les processus de traitement et de manutention envisagés.
Selon le cas, les solutions de stockage passent par l'emploi d'appareils à pression ou de réservoirs de stockage. On distingue :
- les capacités cylindriques horizontales (aussi appelées « cigare ») et les sphères qui sont utilisées pour le stockage des gaz sous pression comme le butane ou le propane par exemple. Les volumes stockés sont de l'ordre de 3 000 m3 pour les appareils cylindriques horizontaux et de 500 m3 à 10 000 m3 pour les sphères ;
- les réservoirs cylindriques verticaux à simple ou double paroi avec enceinte extérieure métallique ou béton qui sont utilisés pour le stockage du gaz à l'état liquide. Selon le cas ces réservoirs peuvent être enterrés, semi enterrés, posés ou ancrés au sol voire montés sur pilotis. Les volumes stockés sont de l'ordre de 50 000 m3 à 200 000 m3. Ces réservoirs équipent les terminaux méthaniers ou GNL d'exportation des pays producteurs (pays du golfe Persique, Nigeria, Algérie, Norvège…) ou importateurs comme, en Belgique, à Zeebruges ou, en France, à Montoir-de-Bretagne, Fos-sur-Mer et Dunkerque.

#### Particularités du stockage sphérique
Concernant les capacités sphériques, au-delà de 10 000 m3 et selon les modes de sollicitations (séisme, cycles de vidage/remplissage, fatigue oligocyclique) la jonction entre la paroi de la sphère et son support doit faire l'objet d'études de conception appropriées afin d'éviter les problèmes liés aux concentrations de contraintes au droit du support qui, si elles sont mal maîtrisées, peuvent causer la ruine de l'équipement.
D'autre part, à la suite de la catastrophe industrielle de Feyzin (janvier 1966, France, un premier BLEVE sur une sphère de propane de 1 200 m3 remplie à 60 % puis un second sur une autre sphère de propane voisine ; 13 000 m3 de butane et de propane stockés dans dix sphères), l'administration française a été conduite à engager de profondes réformes de la règlementation et de l’administration chargée du contrôle des installations classées. Bien que cela ne soit jamais mentionné de façon explicite dans les textes, les solutions d'utilisation de sphères comme moyen de stockage d'hydrocarbure ont été freinées voire proscrites, du moins lorsque la conception était similaire à celles mises en cause dans la catastrophe de la raffinerie de Feyzin. Cependant, de nouvelles solutions de stockage basées sur la conception de capacités sphériques en espace confiné ou sous talus ont pu être qualifiées par l'administration comme la construction, en 2006, de sphères sous talus pour le stockage de butadiène de l'établissement Michelin de Bassens (Gironde) autorisée, après enquête publique, par l'arrêté préfectoral du 19 mai 2005.

### Stockage souterrain de gaz
(En anglais UGS pour Underground Gas Storage)
Le stockage souterrain de gaz comprend toutes les installations de surface et de fond nécessaires pour le stockage, le soutirage et l’injection de gaz naturel. Des confinements développés naturellement ou artificiellement en couches géologiques profondes sont utilisés pour le stockage de gaz. Plusieurs horizons de stockage ou cavités peuvent être connectés à une même station de surface, qui est désignée comme l’emplacement du stockage souterrain de gaz. Il s'agite le plus souvent de stockage de gaz naturel ou assimilé.
Il y a plusieurs types de stockage souterrain de gaz, qui diffèrent par la formation et le mécanisme de stockage.

#### Roches poreuses

##### Stockage en champs de gaz épuisés
Le gaz injecté se substitue au gaz précédemment extrait. Le site géologique présente déjà les caractéristiques nécessaires pour contenir le gaz. En entrée, le gaz est comprimé pour pouvoir être injecté. En sortie, le gaz est partiellement détendu à la pression de circulation dans le réseau de transport et épuré avant réinjection sur le réseau.

##### Stockage en champs d’huile épuisés
Le gaz injecté se substitue aux hydrocarbures précédemment extraits. Le site géologique choisi doit présenter déjà les caractéristiques nécessaires pour contenir le gaz et principalement son imperméabilité.
Il faut cependant s'assurer que tous les trous dans la roche couverture dus au forage et à l'extraction de pétrole ont été définitivement scellés avant l'introduction du gaz. Cependant, les anciens puits de forage peuvent ne pas avoir été scellés selon les normes actuelles et peuvent avoir un tubage dégradé ou du matériel d'extraction laissé en place. Une évaluation considérable est nécessaire avant de pouvoir utiliser le site pour le stockage de gaz. En entrée, le gaz est comprimé pour pouvoir être injecté dans le volume poreux qui était auparavant rempli d'hydrocarbures et qui doit être appauvri en hydrocarbures au moment même du stockage.
Le stockage de gaz dans les champs de pétrole et de gaz épuisés est la méthode la plus utilisée dans le monde entier et souvent la moins chère car la géologie du réservoir est déjà connue et les droits souterrains peuvent être bien définis, par une convention d'amodiation. En sortie, le gaz est partiellement détendu à la pression de circulation dans le réseau de transport et épuré avant réinjection sur le réseau. 

#### Cavités

##### Stockage en cavités salines
Les cavités souterraines sont créées dans des formations salifères situées entre deux couches de terrain imperméables, en creusant à la profondeur voulue, puis en procédant à un lessivage.
L’opération consiste à réaliser un forage tubé avec deux tubes concentriques, un tube extérieur s’arrêtant au sommet du dôme de sel, alors que le tube intérieur descend jusqu’à sa base. De l'eau douce est injectée et la saumure est évacuée ; cette opération est poursuivie jusqu’à ce que les dimensions de la cavité atteignent le volume désiré.
Ce tubage est ensuite remplacé par un tubage d’exploitation qui permet d’injecter le produit à stocker sous pression. D’autres cavités que les cavités salifères peuvent être utilisées, du moment que le sous-sol s’y prête : galeries excavées, mines désaffectées.

##### Stockage en cavités minées
(développé artificiellement, incluant cavités revêtues et non revêtues)

#### En France
En 1970, la répartition des stocks souterrains se faisait comme suit:
| Lieux              | Capacité | Type              |
| ------------------ | -------- | ----------------- |
| Lussagnet          | 400      | En nappe aquifère |
| Beynes             | 150      | En nappe aquifère |
| Saint-Illiers      | 500      | En nappe aquifère |
| Chémery            | 500      | En nappe aquifère |
| Tersanne           | 350      | En couche de sel  |
| Velaine-Cerville   | 400      | En nappe aquifère |
| Gournay-sur-Aronde | 500      | En nappe aquifère |

Au 31 décembre 2020, deux opérateurs se partagent le stockage du gaz en France :
| Opérateur | Type de sites   | Nombre de sites | Total |
| --------- | --------------- | --------------- | ----- |
| Storengy  | Nappe aquifère  | 9               | 13    |
| Storengy  | Cavité saline   | 3               | 13    |
| Storengy  | Gisement épuisé | 1               | 13    |
| Teréga    | Nappe aquifère  | 2               | 2     |
|           |                 |                 | 15    |

Étant soumis à la loi du 30 juillet 2003 sur la prévention des risques technologiques, les stockages souterrains sont soumis aux plans de prévention des risques technologiques (PPRT).